# 加尔默罗广场 (阿维尼翁)

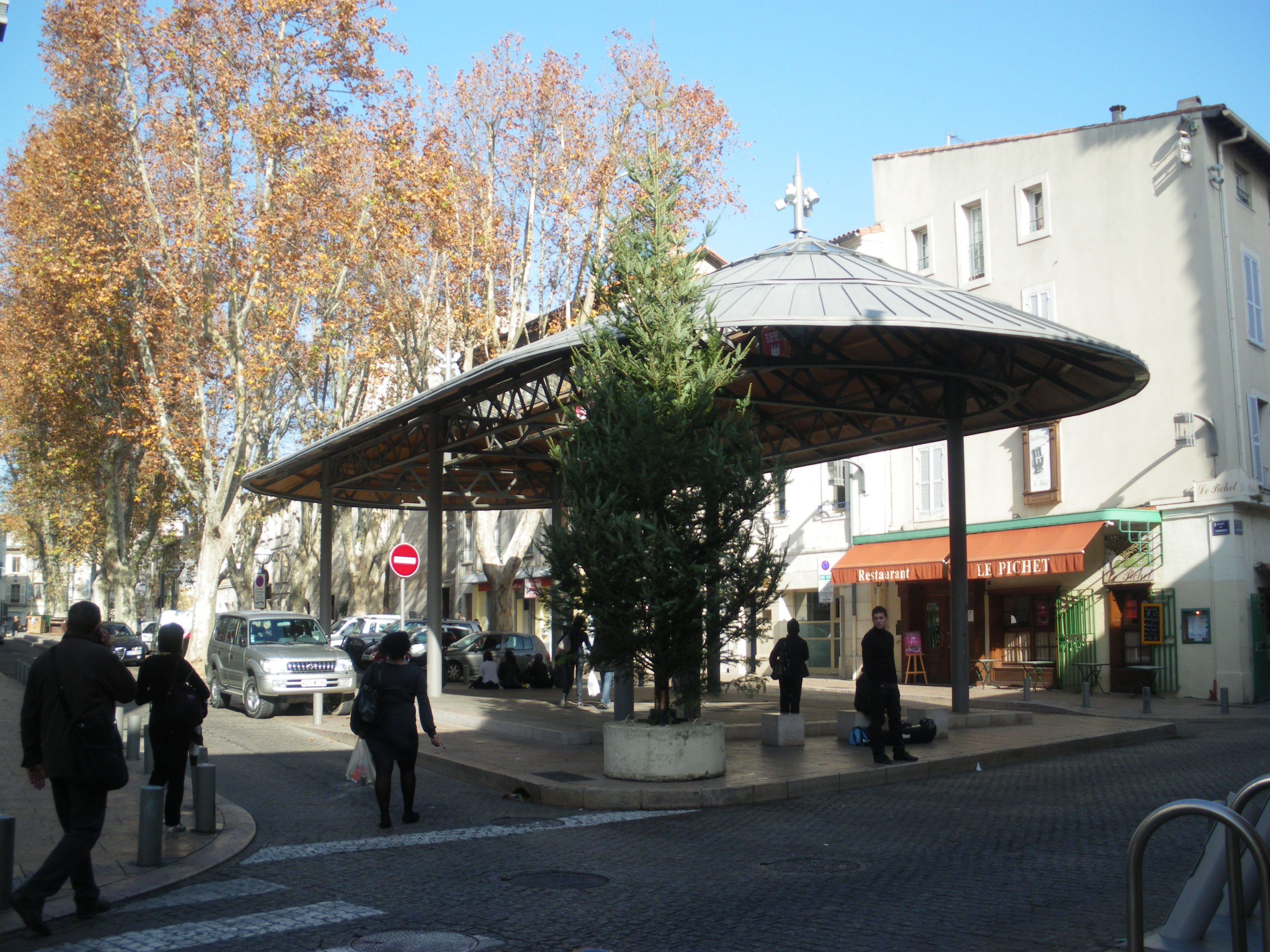

加尔默罗广场（Place des Carmes）是法国普罗旺斯地区阿维尼翁古城内的一个广场。此处原为加尔默罗会修道院墓地。每个星期日设有跳蚤市场。 
加尔默罗广场上有圣桑福里安堂（Église Saint-Symphorien-les-Carmes）、加尔默罗会修道院（Cloître des Carmes）。
- 6号：加尔默罗剧院（Théâtre des Carmes）由安德烈·贝内代托建立[3]
- 25号：格莱兹大楼（La maison Gleize de Crivelly），由让 - 巴蒂斯特·法兰克建于1723年。共和二年（1793年）牧月20日，建立代表自由女神的四只牛雕塑[2]

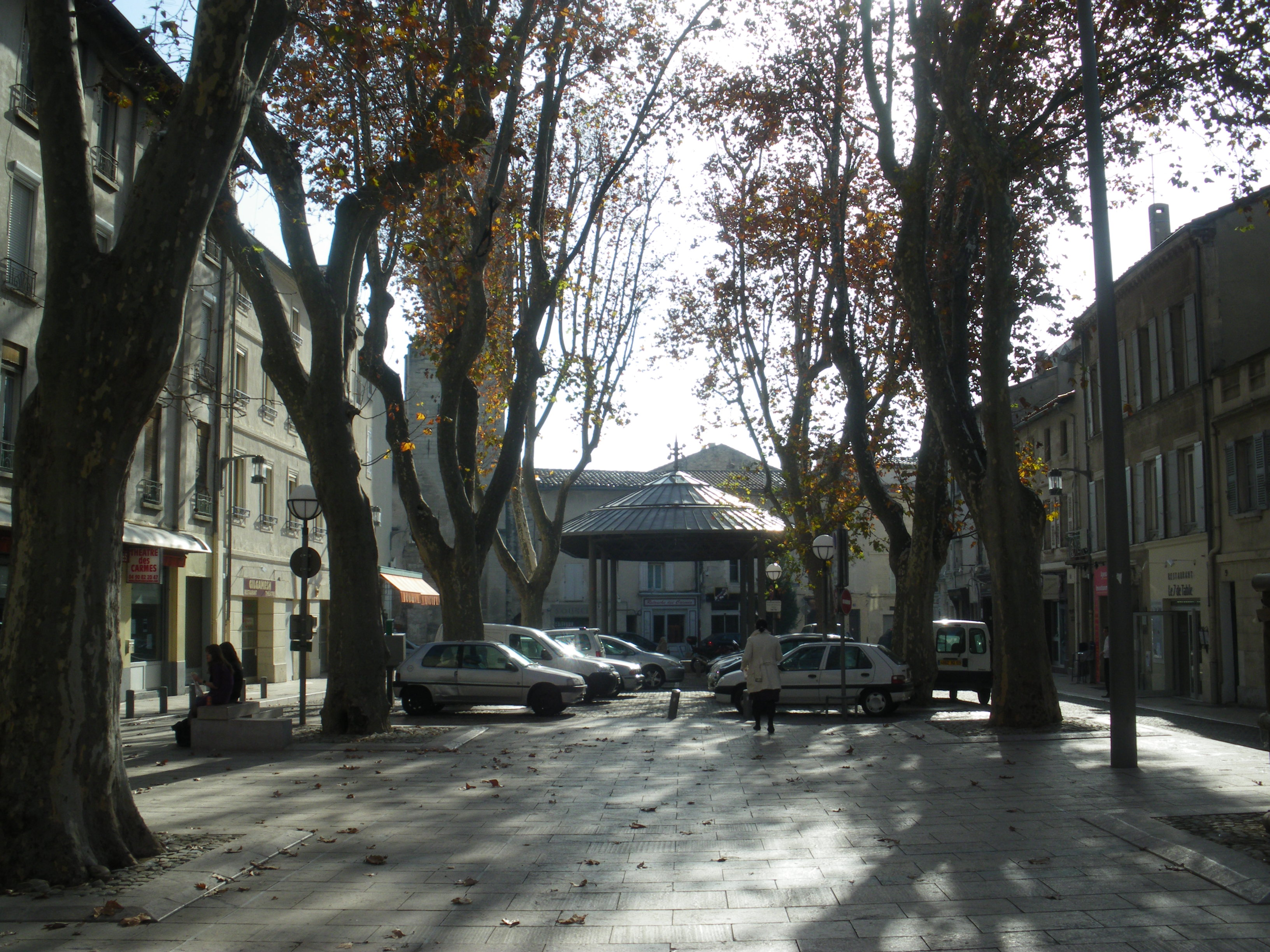
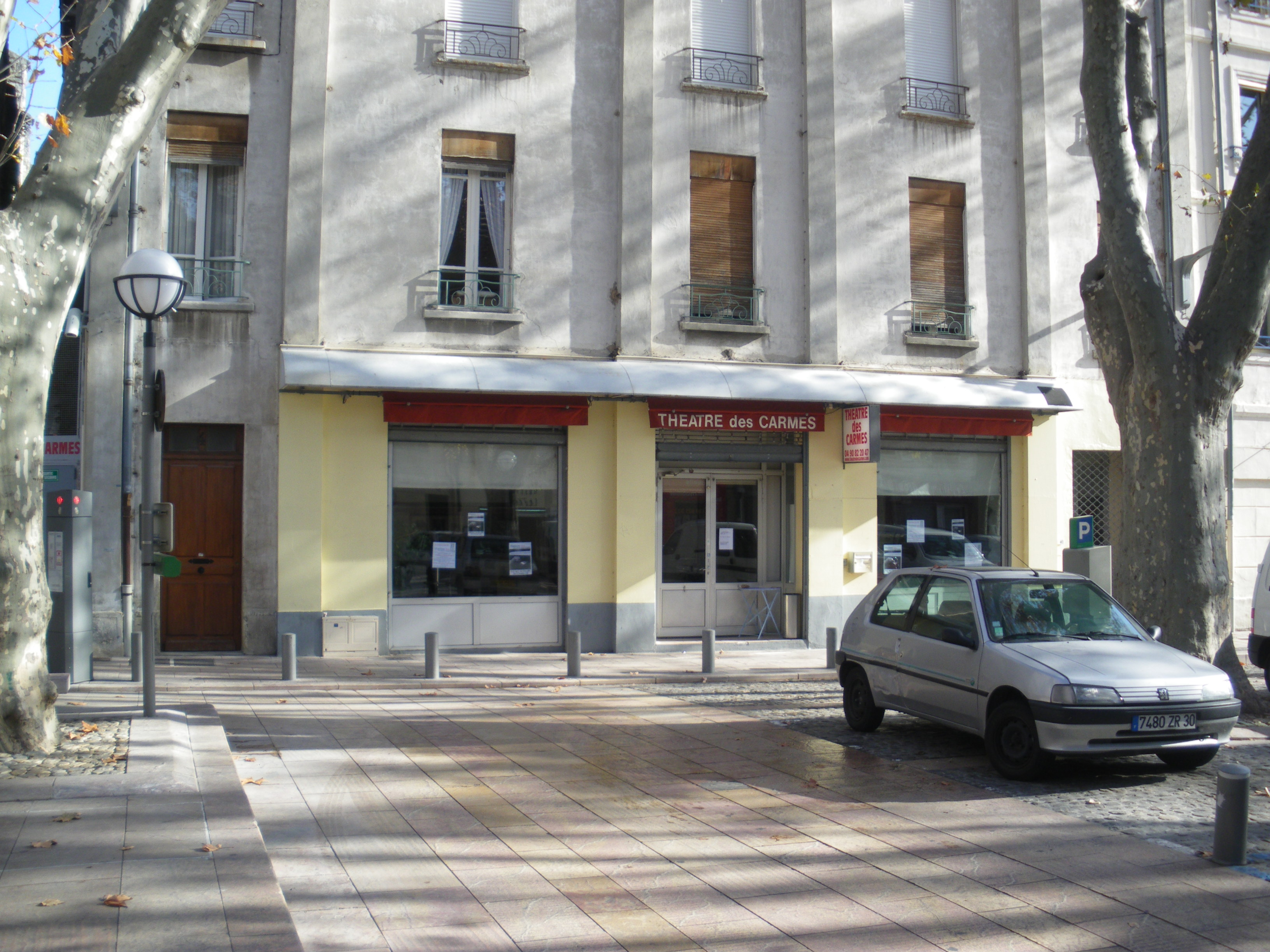
加尔默罗剧院
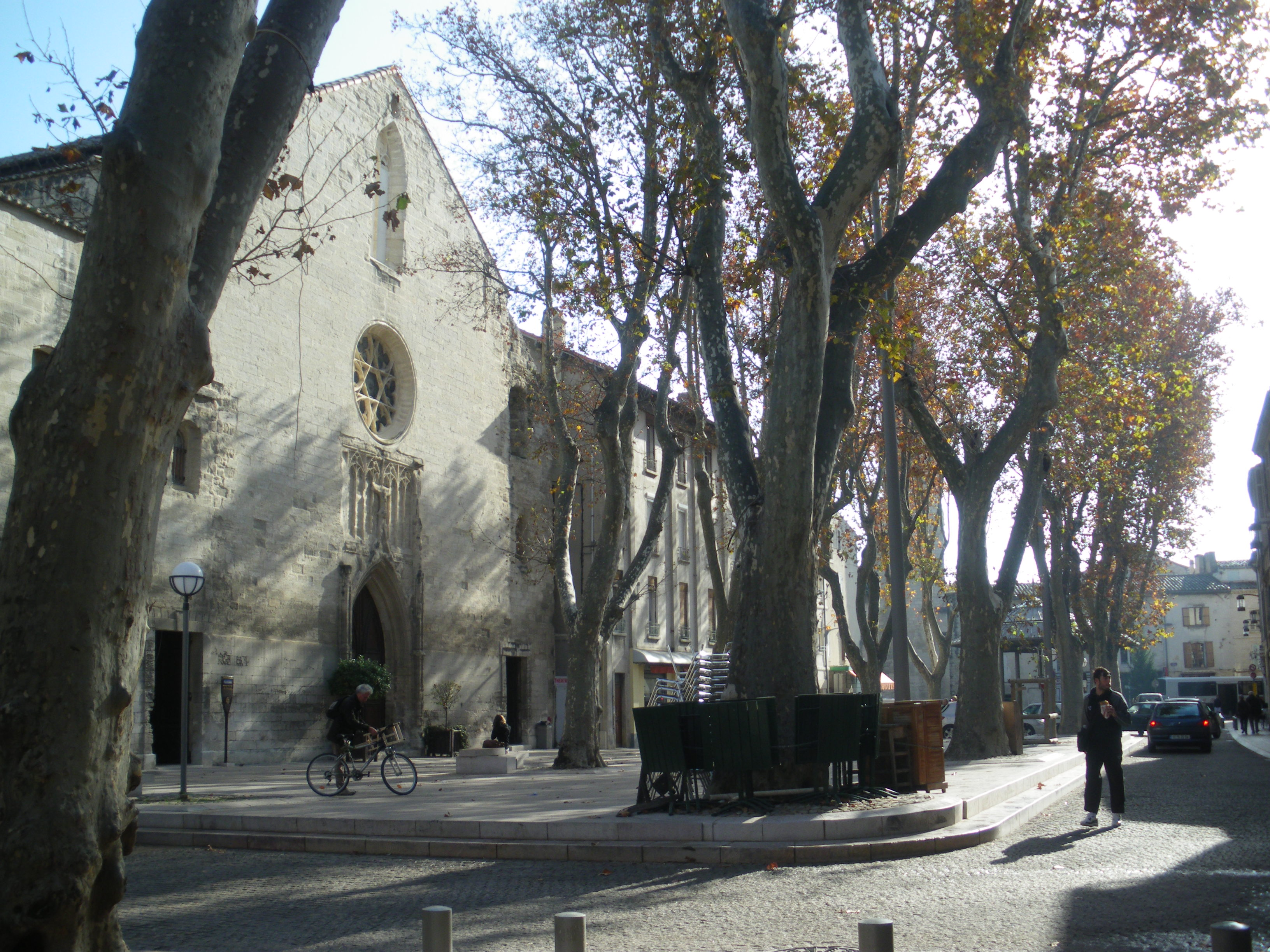
圣桑福里安堂